# Лонго, Луиджи
Луи́джи Ло́нго (итал. Luigi Longo; 15 марта 1900, Фубине, провинция Алессандрия — 16 октября 1980, Рим), деятель итальянского и международного рабочего движения.

## Биография
Из крестьянской семьи. Учился в Туринском политехническом университете. Член Итальянской социалистической партии (ИСП) (1920) и Итальянской коммунистической партии (ИКП) с момента её создания (1921). С 1921 до 1928 — в составе руководства Коммунистического союза молодёжи Италии (КСМИ), член Секретариата КСМИ в 1924—1926 годах, редактор его центрального печатного органа — газеты «Avanguardia». С 1922 года — член городского комитета компартии в Турине.
Был делегатом 4-го конгресса Коминтерна и 3-го конгресса Коммунистического интернационала молодёжи (КИМ). В 1924—1926 занимал должность редактора центрального органа КСМИ — газеты «Авангуардия» (итал. «Avanguardia»).
В 1926 году на 3-м съезде ИКП избран в ЦК ИКП; тогда же направлен в Москву в качестве представителя КСМИ при Исполкоме КИМ, был избран членом Исполкома КИМ (1928) и участвовал в работе 6-го конгресса Коминтерна. Затем руководил партийной работой среди итальянских эмигрантов в Швейцарии, работал в Заграничном бюро ИКП во Франции.
В 1931 году избран в состав руководства (Политбюро ЦК) ИКП. В 1932 году стал представителем ИКП при Исполкоме Коминтерна (в Москве) и был избран кандидатом в члены ИККИ. В 1935 году уехал во Францию, где был уполномоченным ЦК ИКП по работе среди эмигрантов.
С началом гражданской войны в Испании (1936—1939) был одним из организаторов помощи республике, генеральным инспектором Интернациональных бригад (под именем Галло), участвовал во многих боях. После поражения Испанской республики выехал во Францию, где был интернирован в лагерь Ле-Верне, а в 1941 году выдан французскими властями фашистскому правительству Италии. До падения фашизма в стране (1943) находился в тюрьме и в лагере на острове Вентотене. Затем стал одним из главных организаторов и руководителей партизанского движения. Был главнокомандующим коммунистическими Гарибальдийскими бригадами, членом центрального комитета национального освобождения, председателем его военной комиссии и заместителем командующего всеми партизанскими отрядами. На 5-м съезде Итальянской компартии Лонго был избран (январь 1946) заместителем генерального секретаря партии.
После смерти Пальмиро Тольятти в августе 1964 года Луиджи Лонго  был избран генеральным секретарём ИКП. В 1969 году перенёс инсульт и стал постепенно отходить от политических дел. С 1972 года, когда национальным секретарём партии был избран Энрико Берлингуэр, Лонго занял пост председателя ИКП.
В 1946—1947 — депутат Учредительного собрания, с 1948 года депутат парламента.
В марте 1975 года Луиджи Лонго, которому исполнилось 75 лет, был награждён советским орденом Ленина. В 1980-м югославы вручили ему к 80-летнему юбилею орден Народного героя в ознаменование его заслуг как одного из руководителей партизанского движения в годы Второй мировой войны.

## Личная жизнь
Луиджи Лонго состоял в браке с Терезой Ноче, их сыновья Луиджи (1923—2019) и Джузеппе с 1934 по 1938 год воспитывались в Ивановском итернациональном детском доме (Интердоме) в СССР, где жили под фамилией Галло.
Один из братьев, профессор Джузеппе Лонго, — известный исследователь Тунгусского метеорита.

## Награды
- Кавалер Большого креста ордена «За заслуги перед Итальянской Республикой» (2 июня 1959 года)[7]
- Орден Ленина (СССР, 1975[3][8])
- Орден Народного героя (Югославия, 1980)
- Бронзовая звезда (США)[9]

## Память
В 1981 году 1-я Песчаная улица в Москве была переименована в честь Луиджи Лонго. В том же году почта СССР выпустила посвящённую ему почтовую марку.

## Сочинения
- Народ Италии в борьбе = Un popolo alla macchia. — М., 1951.
- Ревизионизм новый и старый = Revisionismo nuovo e antico. — М.: Изд-во иностр. лит., 1958. — 91 с.
- Интернациональные бригады в Испании = Le brigate internazionali in Spagna. — М., 1960.
- Il miracolo economico е l’analisi marxista. — Roma, 1962 (совм. с Gino Longo).
- Между реакцией и революцией. Воспоминания и размышления о первых годах деятельности ИКП = Tra reazione e revoluzione : [Сокр. пер. с ит.] — М., 1974 (совм. с К. Салинари).
- В трудные годы. Воспоминания и размышления борца-коммуниста : [Сокр. пер. с ит.]. — М., 1980 (совм. с К. Салинари).
- Уроки антифашистского Сопротивления. — М., 1980.